# Schœneck
Schoeneck är en kommun i departementet Moselle i regionen Grand Est (tidigare regionen Lorraine) i nordöstra Frankrike. Kommunen ligger i kantonen Stiring-Wendel som tillhör arrondissementet Forbach. År 2022 hade Schoeneck 2 442 invånare.

## Befolkningsutveckling
Antalet invånare i kommunen Schoeneck
| Referens: INSEE |